# Dmitri Gennadjewitsch Ipatow
Dmitri Gennadjewitsch Ipatow (russisch Дмитрий Геннадьевич Ипатов; * 30. Juni 1984 in Magadan) ist ein ehemaliger russischer Skispringer.

## Werdegang
Ipatow wurde bereits während seiner Kindheit von seinem Vater, einem ehemaligen Skispringer, trainiert. Am 30. November 2003 debütierte er im Skisprung-Weltcup in Kuusamo und erreichte den 43. Platz. Am 1. Januar 2005 konnte er auf der Toni-Seelos-Olympiaschanze in Seefeld in Tirol seinen bisher einzigen Sieg im Continental Cup erspringen. Bei den Olympischen Winterspielen 2006 in Turin erreichte Ipatow beim Springen von der Normalschanze mit 242,5 Punkten den 19. Platz, beim Einzelwettkampf von der Großschanze sprang er auf den 27. Platz (197,1 Punkte). Im Mannschaftsspringen erreichte er als Mitglied der russischen Mannschaft den 8. Rang. Ipatows Heimatverein ist der OSVSM Magadan.
Der große Durchbruch im Weltcup gelang Ipatow in der Saison 2006/2007. Nahezu regelmäßig erreichte er in der Saison die Finaldurchgänge. Sein Höhepunkt war Platz 5 beim Weltcup in Lahti am 11. März 2007. Ein weiteres Saisonhighlight war für ihn die Universiade 2007, als er Gold von der Normalschanze und Bronze von der Großschanze gewann. An die Erfolge dieser Saison, in der er 21. im Gesamtweltcup wurde, konnte er in späteren Jahren jedoch nicht mehr anknüpfen.
Bei den Olympischen Winterspielen 2010 in Vancouver schied er beim Springen von der Normalschanze nach dem 1. Durchgang als 46. aus.
Im ersten Springen nach den Spielen scheiterte er in Lahti bereits in der Qualifikation. Auch mit der Mannschaft erreichte er im Teamspringen nur einen enttäuschenden 13. Platz. Nachdem er in Kuopio erneut deutlich die Punkteränge verfehlt hatte, schaffte er in Lillehammer und Oslo ebenfalls nicht die Qualifikation. Im Juli 2010 versuchte er sein Glück beim Continental Cup in Garmisch-Partenkirchen, blieb jedoch erneut chancenlos. Beim Grand-Prix-Springen in Hinterzarten wurde er nach einem achten Platz im Teamwettbewerb im Einzelspringen disqualifiziert und blieb auch in Courchevel und Einsiedeln ohne Erfolg. Erst in Wisła sprang er wieder unter die besten dreißig. Ab September sprang er wieder im Continental Cup und konnte dabei bereits im zweiten Springen in Lillehammer punkten. Nach einem guten 12. Platz beim Grand-Prix-Springen in Klingenthal bekam er zu Beginn der Saison 2010/11 wieder die Chance im Weltcup-Team zu springen. Nach einem achten Platz im Teamspringen von Kuusamo blieben für Ipatow jedoch in den Einzelweltcups nur hintere Qualifikationsplätze. Daraufhin fand sich Ipatow ab Dezember erneut im B-Kader wieder. Nach einer eher durchwachsenen Saison im Continental Cup wurde Ipatow für die Winter-Universiade 2011 in Erzurum nominiert. Dort verpasste er mit der Mannschaft im Teamspringen nur knapp eine Medaille und wurde am Ende Vierter. Im Einzelspringen erreichte er Platz 14 von der Normal- und Platz fünf von der Großschanze. Nachdem er beim Skiflug-Weltcup in Vikersund erneut die Qualifikation verpasste, verblieb er auch weiter im Continental Cup.
Beim Sommer-Continental-Cup in Stams erreichte er mit dem 12. Platz eine überraschend gute Platzierung, woraufhin er in Zakopane wieder beim Grand Prix an den Start ging. Nach einer verpasste Qualifikation im Einzelspringen erreichte er mit der Mannschaft im Teamwettbewerb Rang drei. Zu Beginn der Weltcup-Saison 2011/12 sprang Ipatow in Lillehammer auf einen überraschend guten 18. Platz. Es blieb jedoch die einzige Platzierung in den Punkterängen in der Saison. Bei der Skiflug-Weltmeisterschaft 2012 in Vikersund trat er, nachdem er die Einzel-Qualifikation nur knapp verpasste, mit der Mannschaft im Teamwettbewerb an und erreichte dabei Platz neun. Im Sommer 2012 konnte sich Ipatow nur selten durchsetzen. In Tschaikowski holte er Platz neun im Continental Cup, in den Grand-Prix-Springen blieb er jedoch bis auf einige Punkte in Almaty erfolglos.
Nachdem er zum Start der Weltcup-Saison 2012/13 erfolglos in Sotschi startete, rutschte der mittlerweile 28-Jährige erneut in den B-Kader und verblieb bis zum Skiflug-Weltcup in Harrachov mit wechselnden Ergebnissen im Continental Cup. Bei Skifliegen kam er nach einer guten Leistung in der Qualifikation nicht über den 43. Platz hinaus. In der Folge blieb er auch im Continental Cup erfolglos und konnte außer in Wisła bei keinem Springen Punkte gewinnen.
Er ist ein ehemaliger Marinesoldat.

## Erfolge

### Weltcup-Platzierungen
| Saison  | Platz | Punkte |
| ------- | ----- | ------ |
| 2003/04 | 61.   | 014    |
| 2004/05 | 61.   | 021    |
| 2005/06 | 71.   | 008    |
| 2006/07 | 21.   | 260    |
| 2007/08 | 63.   | 016    |
| 2009/10 | 76.   | 006    |
| 2011/12 | 63.   | 013    |

### Grand-Prix-Platzierungen
| Saison | Platz | Punkte |
| ------ | ----- | ------ |
| 2005   | 13.   | 130    |
| 2006   | 16.   | 128    |
| 2007   | 38.   | 052    |
| 2008   | 59.   | 028    |
| 2009   | 78.   | 001    |
| 2010   | 61.   | 014    |
| 2011   | 75.   | 008    |
| 2012   | 76.   | 005    |

### Continental-Cup-Siege im Einzel
| Nr. | Datum          | Ort     | Typ           |
| --- | -------------- | ------- | ------------- |
| 1.  | 1. Januar 2005 | Seefeld | Normalschanze |

### Continental-Cup-Platzierungen
| Saison  | Platz | Punkte |
| ------- | ----- | ------ |
| 2002/03 | 221.  | 001    |
| 2003/04 | 105.  | 016    |
| 2004/05 | 057.  | 100    |
| 2008/09 | 122.  | 018    |
| 2009/10 | 133.  | 004    |
| 2010/11 | 101.  | 022    |
| 2012/13 | 079.  | 101    |